# Sawtooth Range, British Columbia
Sawtooth Range är ett berg i Kanada.   Det ligger i provinsen British Columbia, i den södra delen av landet, 3 200 km väster om huvudstaden Ottawa. Toppen på Sawtooth Range är 2 487 meter över havet.
Terrängen runt Sawtooth Range är bergig österut, men västerut är den kuperad. Runt Sawtooth Range är det mycket glesbefolkat, med 2 invånare per kvadratkilometer.. Det finns inga samhällen i närheten.
I omgivningarna runt Sawtooth Range växer i huvudsak barrskog.